# Obrium batesi
Obrium batesi là một loài bọ cánh cứng trong họ Cerambycidae.